# 4대륙 스피드스케이팅 선수권 대회
4대륙 스피드스케이팅 선수권 대회는 국제 빙상 연맹(ISU) 주관으로 매년 열리는 스피드스케이팅 국제 대회이다. 비유럽권 선수들이 참가하는 대회로 2020년에 처음 시작되었다.

## 역대 대회
- 2020:  밀워키
- 2023:  캘거리
- 2023:  퀘벡
- 2024:  솔트레이크시티
- 2025:  하치노헤